# Doug, le film
Pour plus de détails, voir Fiche technique et Distribution.
Doug, le film (Doug's First Movie) ou Le premier film de Doug au Québec est un long-métrage d'animation des studios Disney. Sorti en 1999, il a été réalisé par le studio Jumbo Pictures qui avait déjà réalisé la série Doug.

## Synopsis
"Doug est un bien gentil garçon. Comme tous les adolescents, il est tiraille entre la morale et le plaisir et sa conscience le travaille quand il décide d'amener au bal l'adorable Patti Mayonnaise. Seulement Doug habite dans une ville dirigée par un puissant et machiavélique industriel et pollueur, Bill Bouffon, dont l'un des sbires, l’étudiant et rédacteur au journal de l'école de Doug, Guy Graham, est prêt a toutes les bassesses pour séduire Patti. Cette situation va entrainer Doug et son meilleur copain, Moustique Valentine, dans la plus étrange et la plus palpitante des aventures avec un monstre pas comme les autres."

## Fiche technique
- Titre original : Doug's First Movie
- Titre français : Doug, le film
- Scénario : Ken Scarborough et Jim Jinkins (créateur)
- Production : Walt Disney Television Animation et Walt Disney Pictures
- Distribution :  Buena Vista Pictures Distribution et Jumbo Pictures
- Réalisateur : Maurice Joyce
- Producteur : David Campbell, Melanie Grisanti, Jim Jinkins, Jack Spillum, Bruce Knapp (associé)
- Montage : Alysha Cohen, Christopher K. Gee
- Musique originale : Mark Watters
- Durée : 76 minutes
- Dates de sortie :
  - États-Unis : 19 mars 1999
  - France : 2 juillet 1999

## Distribution

### Voix originales
- Thomas McHugh : Doug Funnie/Lincoln
- Fred Newman : Skeeter/Mr. Dink/Porkchop/Ned
- Chris Phillips : Roger Klotz/Boomer/Larry/Mr. Chiminy
- Constance Shulman : Patti Mayonnaise
- Frank Welker : Herman Melville
- Doug Preis : Mr. Funnie/Mr. Bluff/Willie/Chalky/Bluff Agent #1
- Guy Hadley : Guy Graham
- Alice Playten : Beebe Bluff/Elmo
- Eddie Korbich : Al and Moo Sleech/RoboCrusher
- David O'Brien : Stentorian (Quailman) Announcer
- Doris Belack : Mayor Tippi Dink
- Becca Lish : Judy Funnie/Mrs. Funnie/Connie
- Greg Lee : Principal White
- Bob Bottone : Bluff Assistant
- Bruce Bayley Johnson : Mr. Swirly
- Fran Brill : Mrs. Perigrew
- Melissa Greenspan : Briar Langolier

### Voix françaises
- Christophe Lemoine : Doug Fripon
- Eric Chevallier : Stique Valentine
- Amélie Morin : Patti Mayonnaise
- Michèle Lituac : Fino, Mme. Dink
- Adrien Antoine : Herman Melville
- Thierry Wermuth : Guy Graham
- Charles Pestel : Roger Klotz
- Daniel Beretta : Bill Bouffon
- Sybille Tureau : Beebe Bouffon
- Claude Nicot : M. Dink
- Jacques Bouanich : Père de Doug (Phil)
- Dominique Bailly : Mère de Doug (Theda)
- Virginie Ledieu : Judy Fripon
- Jean-Claude Donda : M. White

## Chansons du film
La bande-son du film est composée par Mark Watters.